# Tweebaksmarkt
De Tweebaksmarkt is een straat in de binnenstad van Leeuwarden in de Nederlandse provincie Friesland.

## Geschiedenis
De Tweebaksmarkt, de Turfmarkt en Druifstreek heette in de 16e eeuw Nieuwe markt. Langs de gracht meerden hier schepen af die scheepsbeschuit (tweebak) verkochten afkomstig uit de Zaanstreek. In de 18e en 19e eeuw was er de weekmarkt in groente en fruit. In 1894 werd de gracht gedempt. In 1940 werd de Galileërkerk gesloopt. Voor de Tweede Wereldoorlog was het deel tussen de Galileërkerk en de Kanselarij breder doordat de toenmalige bebouwing verder naar achteren stond dan de huidige. Deze verbreding deed pleinachtig aan. 

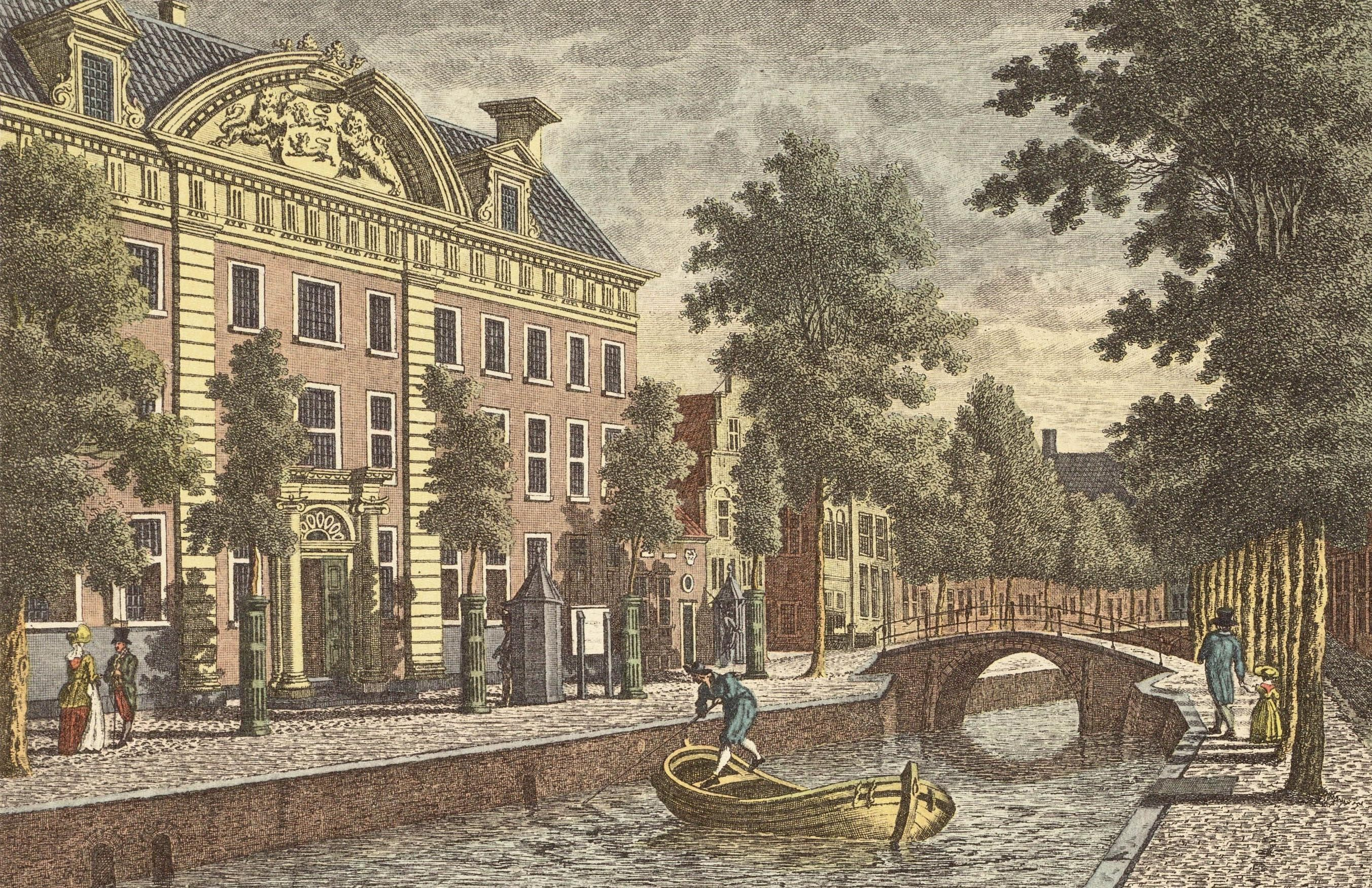
De Tweebaksmarkt in de 18e eeuw met het Provinciehuis.
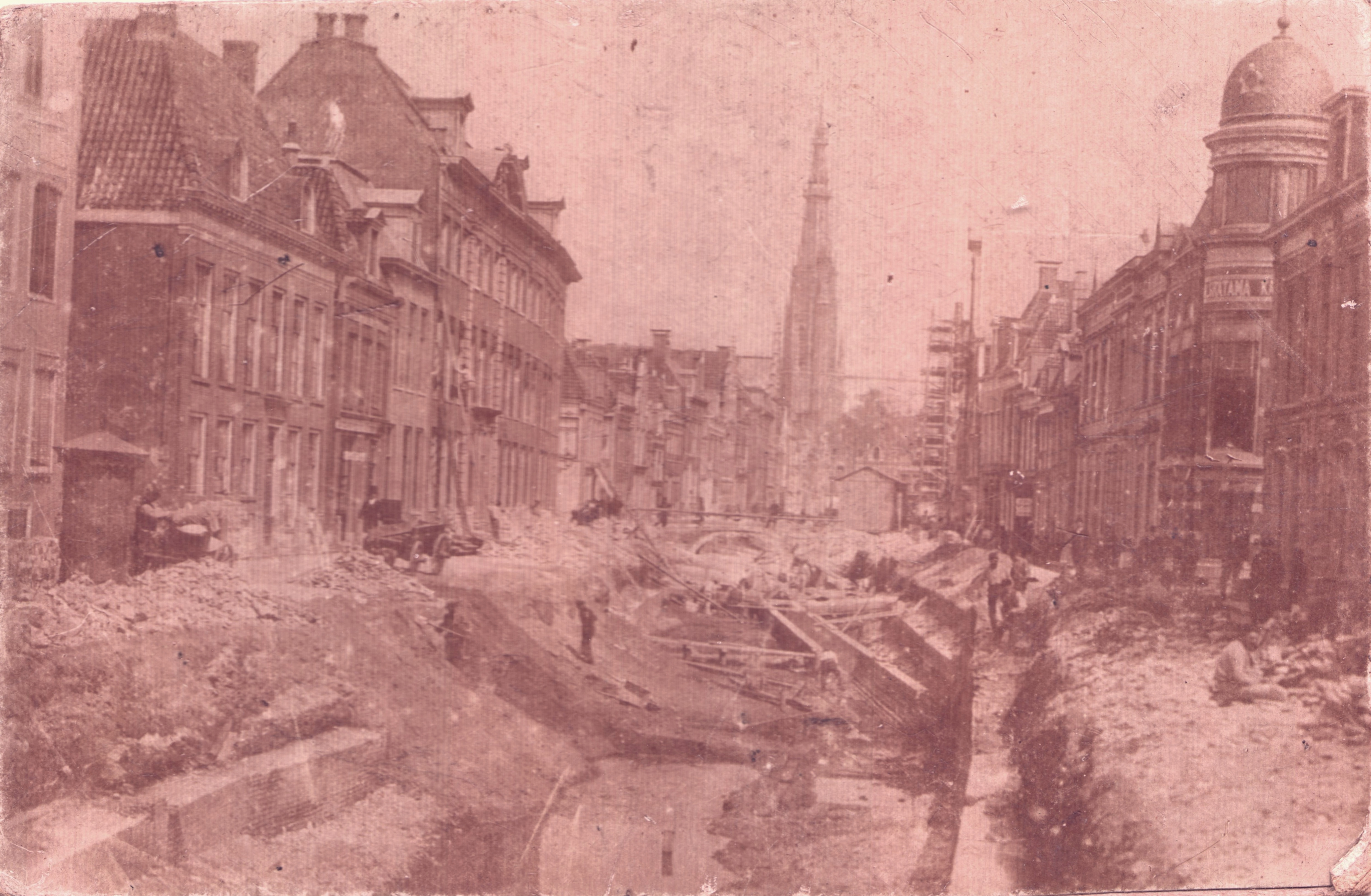
Demping van de Tweebaksmarkt
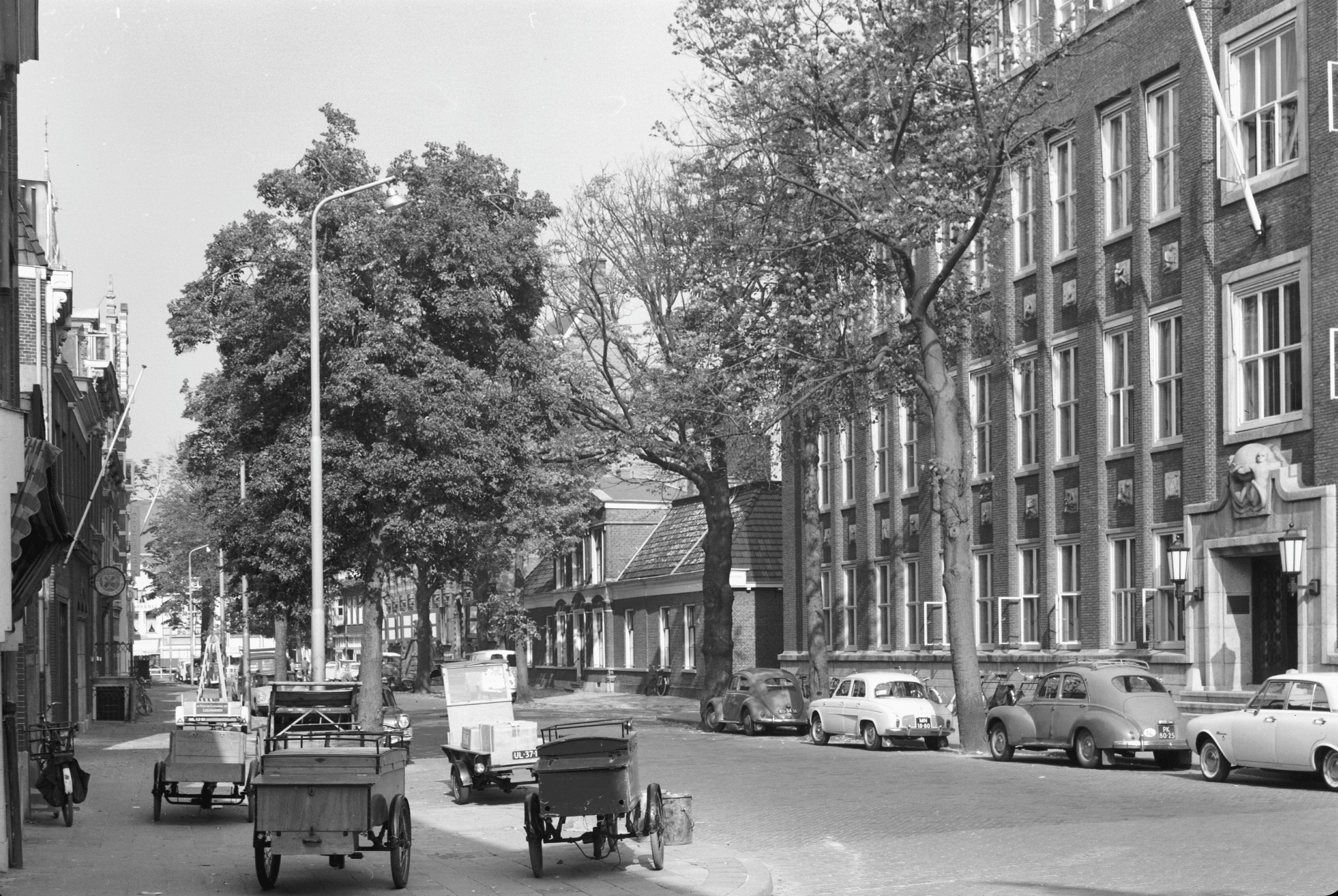
Tweebaksmarkt in 1963 met rechts het PTT-telefoonkantoor

## Monumenten
De Tweebaksmarkt ligt binnen het Rijksbeschermd gezicht Leeuwarden. De straat telt veertien bouwwerken die zijn aangewezen als rijksmonument. Daarnaast staan in de straat zeven gemeentelijke monumenten.
| Adres                    | Bouwjaar   | Beschrijving                                                                           | Monument    | Afbeelding |
| ------------------------ | ---------- | -------------------------------------------------------------------------------------- | ----------- | ---------- |
| Tweebaksmarkt 23         | 1957       | PTT-telefoonkantoor, bouwstijl traditionalisme, architect Piet de Vries                | GM 0080/232 |            |
| Tweebaksmarkt 25         | 1850       | Hoofdpostkantoor                                                                       | RM 24403    |            |
| Tweebaksmarkt 25         | 1850       | Poortje achtergevel Hoofdpostkantoor                                                   | RM 24402    |            |
| Tweebaksmarkt 27         | 1886       | Herenhuis Witte Hus in neorenaissancestijl, Post-Plaza Hotel                           | GM 0080/146 |            |
| Tweebaksmarkt 27 (vh 29) | 1887       | Bankgebouw in neorenaissancestijl, architect H.H. Kramer, Post-Plaza Hotel             | GM 0080/147 |            |
| Tweebaksmarkt 28         | 1895       | Sonnega apotheek met bovenwoning in neorenaissancestijl, architect H.H. Kramer         | RM 516490   |            |
| Tweebaksmarkt 30         | 1886       | Neo-renaissance herenhuis                                                              | GM 0080/148 |            |
| Tweebaksmarkt 32         |            | Pand met rechte kroonlijst met vier rococo consoles onder diep zadeldak met voorschild | RM 24408    |            |
| Tweebaksmarkt 34         | 1620       | Pandje met verdieping onder zadeldak met voorschild                                    | RM 24409    |            |
| Tweebaksmarkt 36         | 1739       | Sminia Huys                                                                            | RM 24410    |            |
| Tweebaksmarkt 42-42a     | 1898, 1974 | Classicistisch woon- en winkelpand, architect Jurjen D. Bruns                          | GM 0080/149 |            |
| Tweebaksmarkt 44         | 1911       | Julianaschool, architect Herman Kroes                                                  | GM 0080/205 |            |
| Tweebaksmarkt 45         | 1739       | Pand met verdieping en zolderverdieping onder zadeldak tegen puntgevel                 | RM 24404    |            |
| Tweebaksmarkt 47         |            | Woonhuis, vijf traveeën breed pand                                                     | RM 24405    |            |
| Tweebaksmarkt 47         | 1641       | Poortje met wapensteen                                                                 | RM 24406    |            |
| Tweebaksmarkt 48         | 1904       | De Utrecht, architect Kropholler en Staal                                              | RM 24411    |            |
| Tweebaksmarkt 48a        | 1917       | Pakhuis, bouwstijl art deco                                                            | GM 0080/103 |            |
| Tweebaksmarkt 49         | 1585       | Haersmahuys                                                                            | RM 24407    |            |
| Tweebaksmarkt 50         |            | Pand onder zadeldak met voorschild                                                     | RM 24413    |            |
| Tweebaksmarkt 52         | 1784       | Provinciehuis                                                                          | RM 24414    |            |
| Tweebaksmarkt 64         | 1740       | Woonhuis                                                                               | RM 24417    |            |